# Мајнвил-Видерби (Њујорк)
Мајнвил-Видерби (енгл. Mineville-Witherbee) град је у америчкој савезној држави Њујорк.

## Демографија
По попису из 2000. године број становника је 1.747.
| Група             | 2000.         | 2010.    |
| Белци             | 1.499 (85,8%) | 0 (0,0%) |
| Афроамериканци    | 126 (7,2%)    | 0 (0,0%) |
| Азијати           | 2 (0,1%)      | 0 (0,0%) |
| Хиспаноамериканци | 122 (7,0%)    | 0 (0,0%) |
| Укупно            | 1.747         | 0        |